# Martin de Haan
Martin (Willem Marinus) de Haan (Middelburg, 10 oktober 1966) is een Nederlands schrijver, vertaler van Franse literatuur en fotograaf, sinds 2003 woonachtig in Frankrijk. Hij is onder andere de vaste vertaler van Michel Houellebecq en Milan Kundera.

## Biografie
Na zijn studies Franse taal- en letterkunde en algemene literatuurwetenschap (Universiteit Leiden, 1985-1990) werkte De Haan enige jaren aan een proefschrift over de poëzie van Raymond Queneau, dat hij niet afrondde. Hij was van 1998 tot 2009 recensent Franse literatuur voor de Volkskrant en schreef tal van essays voor diverse kranten en tijdschriften. Samen met Rokus Hofstede en Jan Pieter van de Sterre voerde hij onder de naam Marjan Hof de redactie over de reeks Perlouses van uitgeverij Voetnoot. Sinds 2013 is hij vaste medewerker van de Volkskrant. In 2021 debuteerde hij met Ramkoers als romancier. 
Eveneens met Rokus Hofstede schreef De Haan in opdracht van de Nederlandse Taalunie, het Nederlands Letterenfonds, het Vlaams Fonds voor de Letteren en het Expertisecentrum Literair Vertalen het vertaalpleidooi "Overigens schitterend vertaald" (2008). Hij was lid van de Adviescommissie van het Nederlands Letterenfonds en bestuurslid van de Vereniging van Letterkundigen en Poetry International Rotterdam. Van 2009 tot 2013 was hij voorzitter van de Europese vertalersraad CEATL.
Als fotograaf begon hij te exposeren in het coronajaar 2020. Hij heeft zes solo-exposities op zijn naam staan.

### Eigen werk
- Aan de rand van de wereld: Michel Houellebecq (2015, herziene en uitgebreide edities 2019 en 2023).
- Ramkoers – roman (2021).

### Boekvertalingen
- Pierre Choderlos de Laclos: Riskante relaties (Fr. Les Liaisons dangereuses).
- Benjamin Constant: Adolphe (Fr. Adolphe).
- Julio Cortázar: De toespraken van de bekkenknijper - het complete Franstalige werk (Fr. Les Discours du pince-gueule, On déplore la, Comme quoi on est très handicapés par les jaguars), in samenwerking met Rokus Hofstede.
- Vivant Denon: Eenmaal, immermeer (Fr. Point de lendemain), in samenwerking met Rokus Hofstede.
- Denis Diderot: Jacques de fatalist en zijn meester (Fr. Jacques le Fataliste et son maître), Dit is geen grap (Fr. Ceci n'est pas un conte).
- Jean Echenoz: Bodembestemming (Fr. L'Occupation des sols), Aan de piano (Fr. Au piano), Ravel (Fr. Ravel), Flitsen (Fr. Des éclairs), alle in samenwerking met Jan Pieter van der Sterre; 14 (Fr. 14), solo vertaald.
- Julien Gracq: Middagrust in Hollands Vlaanderen (Fr. La Sieste en Flandre hollandaise).

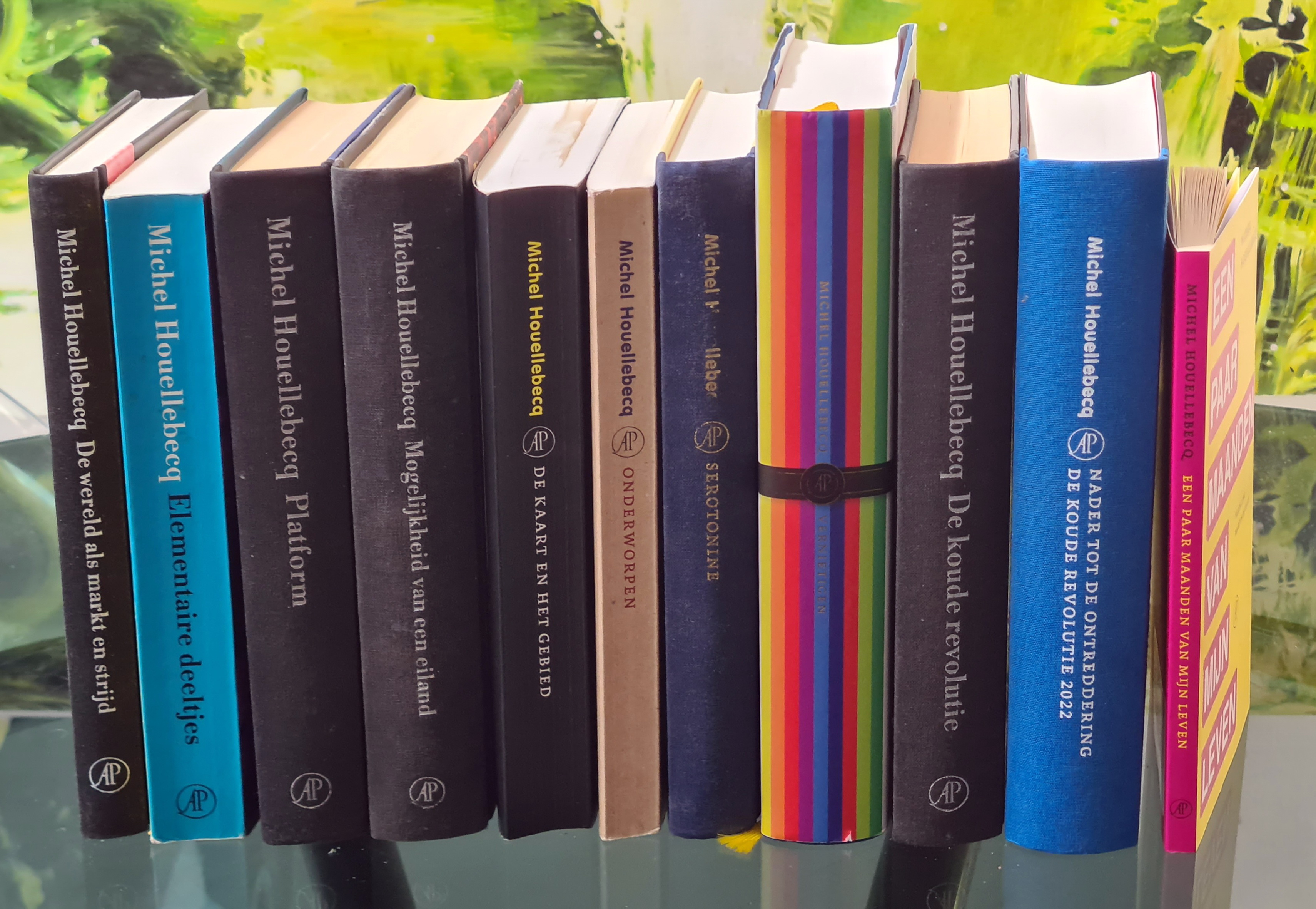
Door Martin de Haan vertaald werk van Michel Houellebecq: acht romans, twee essaybundels en een schotschrift (enkele los uitgegeven essays ontbreken)

- Michel Houellebecq: Elementaire deeltjes (Fr. Les Particules élémentaires), De wereld als markt en strijd (Fr. Extension du domaine de la lutte), Platform (Fr. Plateforme), De koude revolutie (verzamelde essays), Mogelijkheid van een eiland (Fr. La Possibilité d'une île), Publieke vijanden (Fr. Ennemis publics, in samenwerking met Rokus Hofstede), De kaart en het gebied (Fr. La Carte et le territoire), H.P. Lovecraft – Tegen de wereld, tegen het leven (Fr. H.P. Lovecraft – Contre le monde, contre la vie), Onderworpen (Fr. Soumission), In aanwezigheid van Schopenhauer (Fr. En présence de Schopenhauer), Serotonine (Fr. Sérotonine), Nader tot de ontreddering – De koude revolutie 2022 (verzamelde essays), Vernietigen (Fr. Anéantir), Een paar maanden van mijn leven (Fr. Quelques mois dans ma vie).
- Joris-Karl Huysmans, Aan de vrouw (Fr. En ménage), in samenwerking met Rokus Hofstede.
- Régis Jauffret: Gekkenhuizen! (Fr. Asiles de fous) en Wereld, wereld! (Fr. Univers, univers), in samenwerking met Rokus Hofstede.
- Milan Kundera: Identiteit (Fr. L'Identité), Onwetendheid (Fr. L'Ignorance), Het doek (Fr. Le Rideau), Een ontmoeting (Fr. Une rencontre), Over de romankunst (verzamelde essays), Het feest der onbeduidendheid (Fr. La fête de l'insignifiance), Traagheid (Fr. La Lenteur).
- Michel Onfray: Vulkanisch verlangen, hedonistisch dagboek (Fr. Le désir d'être un volcan, journal hédoniste).
- Abbé Prévost: Het verhaal van chevalier Des Grieux en Manon Lescaut (Fr. Histoire du chevalier Des Grieux et de Manon Lescaut)
- Marcel Proust: Het vervloekte ras (Fr. Sodome et Gomorrhe 1), Tegen Sainte-Beuve - relaas van een ochtend (Fr. Contre Sainte-Beuve), beide in samenwerking met Rokus Hofstede en Jan Pieter van der Sterre; Swanns kant op (Fr. Du côté de chez Swann) in samenwerking met Rokus Hofstede.
- Yasmina Reza: In de slee van Arthur Schopenhauer (Fr. Dans la luge d'Arthur Schopenhauer).
- Georges Simenon: Weduwe Couderc (Fr. La veuve Couderc), De gehangene van de Saint-Pholien (Fr. Le Pendu de Saint-Pholien).
- Marcelle Sauvageot: Commentaar (Fr. Commentaire - Laissez-moi).
- Brina Svit: Moreno (Fr. Moreno).
- Luc de Clapiers, marquis de Vauvenargues: De menselijke geest - een inleiding (Fr. Introduction à la connaissance de l'esprit humain).
- Émile Zola: Hoe men sterft (Fr. Comment on meurt), in samenwerking met Rokus Hofstede.

## Bekroningen
- 2013: Letterenfonds Vertaalprijs[1]
- 2015: leesmees van de Vereniging van Letterkundigen
- 2018: Filter-vertaalprijs voor Riskante relaties van Pierre Choderlos de Laclos[2]
- 2018: Dr. Elly Jaffé Prijs[3]